# Conops weinbergae
Conops weinbergae is een vliegensoort uit de familie van de blaaskopvliegen (Conopidae). De wetenschappelijke naam van de soort is voor het eerst geldig gepubliceerd in 1984 door Camras & Chvala.